# Mikulovice u Znojma

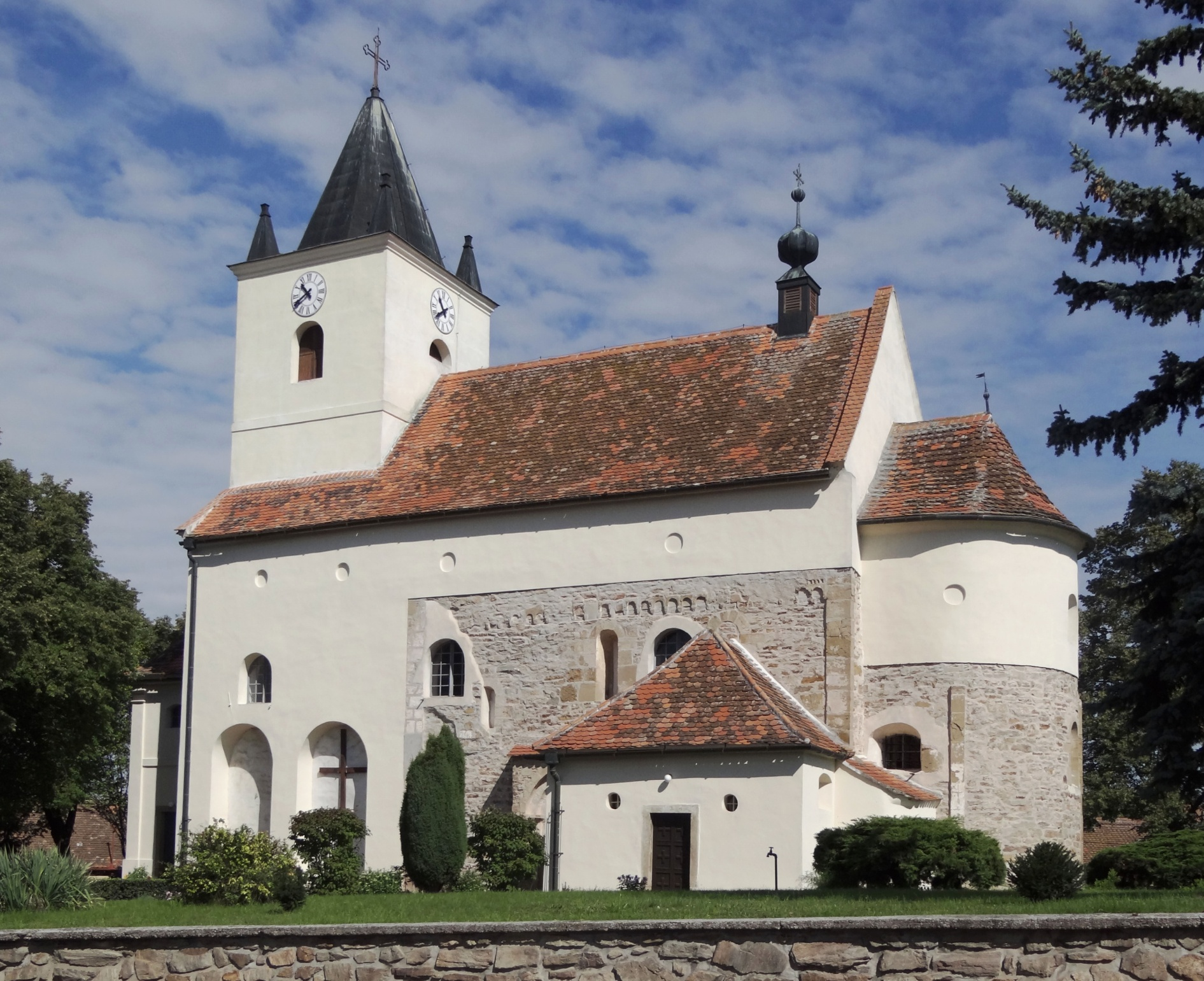
Kirche St. Peter und Paul

Mikulovice (deutsch Niklowitz) ist eine Minderstadt in Tschechien. Sie liegt 14 Kilometer nördlich von Znojmo und gehört zum Okres Znojmo.

## Geographie
Mikulovice befindet sich am südöstlichen Abfall der Jevišovická pahorkatina (Jaispitzer Hügelland) im Tal des Baches Mikulovický potok. Nordöstlich erhebt sich der Hradisko (339 m.n.m.), im Osten der Jezero (365 m n.m.) und westlich der Zadní kopec (341 m n.m.). Gegen Westen erstreckt sich der Naturpark Jevišovka. Drei Kilometer nordöstlich des Ortes liegt der Stausee Horní Dunajovice, im Osten der Teich Jezero. Durch Mikulovice verläuft die Staatsstraße II/398 zwischen Vémyslice und Jevišovice.
Nachbarorte sind Stupešice, Běhařovice, Křepice und Medlice im Norden, Mlýnek, Višňové und Trstěnice im Nordosten, Chaloupky, Morašice, Horní Dunajovice und Koráb im Osten, Želetice, Žerotice, Kyjovice und Výrovice im Südosten, Seč und Němčičky im Süden, Culpovec, Bábovec, Hluboké Mašůvky und Papírna im Südwesten, Rudlice, Venclův Mlýn und Vevčice im Westen sowie Černín, Slatina und Ratišovice im Nordwesten.

## Geschichte
Archäologische Funde belegen eine frühzeitliche Besiedlung der Gegend. Die auf dem nahe gelegenen Hradisko gestandene frühzeitliche Burgstätte Křepice gehört neben den Anlagen Pustý zámek und Kadov zu den ältesten in Südmähren. Auch auf dem Kataster von Mikulovice wurden als Zufallsfunde Werkzeuge aus der Jungsteinzeit und Kupfersteinzeit entdeckt. Außerdem wurden Reste von Siedlungen der Mährischen Bemalkeramik-Kultur, der Aunjetitzer Kultur und möglicherweise auch der Römerzeit aufgefunden. Weitere Funde sind der Hügelgräberkultur und der Urnenfelderkultur zuzuordnen. In der Nähe der im 13. Jahrhundert errichteten Kirche befindet sich ein slawischer Begräbnisplatz.
Die erste schriftliche Erwähnung des Ortes erfolgte im Jahre 1314 als Sitz des dem Vladikengeschlecht von Plaveč entstammenden Walter von Niklowitz. Ihm folgte um 1338 Hynek von Niklowitz. Ein Anteil gehörte seit ca. 1340 dem Olmützer Domherrn und Niklowitzer Pfarrer Niklas, der 1350 die Pfarre mit dem Hof, Äckern, Wiesen und Pfarrgärten einschließlich des zur Erhaltung der Kirche verwendeten großen und kleinen Zehnt von Weirowitz und des Zehnt eines Hofes in Dannowitz der Benediktinerinnenabtei Pustoměř schenkte. Zugleich verkaufte Niklas noch zwei Äcker mit Wäldern an die Kinder des verstorbenen Tobias von Lukow und ein Jahr später noch zweieinhalb Lahne mit vier Gehöften an Blud von Kralice. Weitere Anteile besaßen zu dieser Zeit Zbonek von Plač, Hartlieb von Lechwitz sowie Bernhard und Wilhelm von Wičkow. Im Jahre 1360 veräußerte Pfarrer Niklas, der sich nach seinen weiteren Besitzungen die Prädikate von Plač und Hrádek zugelegt hatte, sieben Lahne mit fünf größeren und vier kleineren Gehöften an Ingram von Jakobau. 1378 trat Ješek von Kralitz seinen Anteil an Niklowitz an das Nonnenkloster Dalešice ab. Dieses erwarb um 1386 auch den Anteil des Niklas von Hrádek und hielt den Besitz bis zu den Hussitenkriegen. Als Markgraf Jobst von Mähren 1406 das heimgefallene Gut Dannowitz dem Niklas Hunt von Florstadt überließ, gehörten dazu auch zwei Äcker sowie Zinsungen in Niklowitz. Nach Hunts Tod wurde dieser Anteil von Niklowitz vom Gut Dannowitz abgetrennt und fiel seinem Sohn Johann Ruland zu, der ab 1415 auch das Prädikat von Niklowitz gebrauchte. Zur selben Zeit verkaufte Boček von Hrádeks Tochter Sigmunda von Elßka ihren Anteil von Niklowitz ihrer Schwester Agnes von Říčan. Den Anteil von Johann Ruland von Niklowitz erbte dessen Bruder Niklas Hunt von Dannowitz, der 1437 dem Zbyněk von Daubrawitz-Osowa das Pfarrpatronat in Niklowitz abkaufte. Im Jahre 1447 ließ Niklas Hunt das Gut Niklowitz mit dem Hof und der Pfarre sowie den Wäldern bei Niklowitz und Dannowitz in der Landtafel an Johann von Benessowitz überschreiben, wogegen Georg von Říčan, der die Hälfte des Pfarrpatronats für sich beanspruchte, erfolglos Protest geltend machte. Wenig später erwarben die Brüder Benedikt und Ludwig von Weitmühl das Gut Niklowitz, 1466 tauschten sie es beim von Iglau aus verwalteten Stift Seelau gegen das Dorf Božice ein. Im Jahre 1502 bewilligte der Päpstliche Legat für Ungarn und Böhmen, Kardinal Paul, den Prämonstratensern den Bezug der Pfarreinkünfte und die Bestellung ihrer Ordensleute zu Pfarrern in Niklowitz. Am 14. Dezember 1558 wurde Niklowitz auf Gesuch des Seelauer Abtes Martin durch König Ferdinand I. zum Städtchen erhoben und mit Privilegien zur Siegelung mit grünem Wachs sowie der Abhaltung von zwei Jahrmärkten und einem Wochenmarkt ausgestattet.
Der Daleschitzer Anteil wurde 1565 durch Heinrich von Kralitz gegen zehn Gänse und 13 Hühner von der Anfallsverbindlichkeit freigestellt; später gelangte dieser Anteil an das Gut Platsch.
1590 wurde das Kloster Seelau durch den Strahofer Abt Jan Lohelius wiedergegründet, es verfügte jedoch weder über Güter noch Klostergebäude. Erst im Jahre 1622 konnten die Prämonstratenser des Klosters Strahof die entzogenen Seelauer Güter von Marie Trčka von Lípa für den Orden zurückerwerben. Als das Stift Seelau 1643 wieder selbständig wurde, verblieben die Güter Niklowitz und Teutsch-Konitz beim Stift Strahof. 1680 erhielt Niklowitz auch die Halsgerichtsbarkeit, wie sie im benachbarten Ober-Dannowitz ausgeübt wurde, bestätigt.
Im Jahre 1683 vereinigte das Stift des regulierten Chorherren Prämonstratenser-Ordens zu Strahof die Güter Niklowitz und Teutsch-Konitz mit dem neu erworbenen Gut Ober-Dannowitz. 1753 brannte das Städtchen samt der Kirche und Pfarrei nieder. Weitere Großfeuer brachen 1784, 1795 und 1805 aus; bei letzterem brannten im Seelauer Anteil 20 Häuser und das Wirtshaus sowie der gesamte Platscher Anteil einschließlich Wirtshaus und Schule nieder. 1788 führte ein Wolkenbruch zu einer verheerenden Überschwemmung. Während der Napoleonischen Kriege hinterließen 1805 und 1809 französische Truppen Schäden in Höhe von 27.000 Gulden. In der ersten Hälfte des 19. Jahrhunderts bestanden in Niklowitz sieben Handwerkszünfte; die der Schmiede, Stellmacher und Schlosser sowie die der Schneider sind seit 1757 nachweislich, die der Metzger, Bäcker und Müller, der Töpfer, der Schuster sowie der Maurer, Tischler, Böttcher, Zimmerleute und Glaser seit 1827, außerdem gab es noch eine Weberzunft.
Im Jahre 1834 umfassten die drei Güter eine Nutzfläche von 3986 Joch 310 Quadratklafter, davon entfielen 752 Joch 1271 Quadratklafter Dominikalland und 1400 Joch 836 Quadratklafter Rustikalland an das Gut Niklowitz. Auf dem Gebiet der drei Stiftsgüter lebten 1788 Personen, wobei die Güter Niklowitz und Ober-Dannowitz mährischsprachig, Teutsch-Konitz dagegen deutschsprachig war. Die Bevölkerung lebte vornehmlich von der Landwirtschaft, insbesondere dem Wein- und Obstbau. Die Obrigkeit bewirtschaftete drei Meierhöfe in Niklowitz, Ober-Dannowitz und Chalaupek. Der Markt Niklowitz bzw. Mikulowice bestand aus 147 Häusern mit 796 Einwohnern, von denen 13 Häuser mit 79 Einwohnern zum Gut Platsch gehörten. In Niklowitz wurden drei Jahrmärkte und ein Wochenmarkt abgehalten. Unter obrigkeitlichem Patronat standen die zum Dekanat Hosterlitz gehörige und mit Ordenspriestern der Abtei Strahof besetzte Pfarrkirche St. Peter und Paul sowie die Schule. Außerdem gab es in Niklowitz eine obrigkeitliche Residenz, die als Pfarrhaus diente, ein mit Schankrecht versehenes Gemeindehaus, zwei Wirtshäuser, ein obrigkeitliches Brauhaus, ein Branntweinhaus sowie den Meierhof, in dem auch der Amtssitz untergebracht war. Niklowitz war außerdem Sitz des obrigkeitlichen Forstreviers. Niklowitz war Pfarrort für Niemtschitz, Rudlitz, Weirowitz und Wewtschitz. Bis zur Mitte des 19. Jahrhunderts blieb Niklowitz das Amtsdorf der Stiftsgüter Niklowitz, Ober-Dannowitz und Teutsch-Konitz.
Nach der Aufhebung der Patrimonialherrschaften bildete Mikolovice / Niklowitz ab 1849 eine Marktgemeinde im Gerichtsbezirk Znaim. 1868 wurde die Gemeinde Teil des Bezirkes Znaim. Seit dem Ende des 19. Jahrhunderts wird Mikulovice als tschechischer Ortsname verwendet. Nach dem Ersten Weltkrieg zerfiel der Vielvölkerstaat Österreich-Ungarn, die Gemeinde wurde 1918 Teil der neu gebildeten Tschechoslowakischen Republik. Nach dem Münchner Abkommen verblieb Mikulovice 1938 bei der Tschechoslowakei und wurde in den Okres Moravské Budějovice eingegliedert. Nach Kriegsende wurde die Minderstadt wieder Teil des Okres Znojmo. Am 27. Juni 2008 wurde der Status von Mikulovice als Městys erneuert.

## Gemeindegliederung
Für den Městys Mikulovice sind keine Ortsteile ausgewiesen. Zu Mikulovice gehören die Einschichten Chaloupky und Koráb.

## Sehenswürdigkeiten
- Kirche St. Peter und Paul, errichtet in der Mitte des 13. Jahrhunderts. Das Bauwerk weist Elemente der Romanik, Gotik und des Barock auf. Die Kirche besitzt drei Altäre. Die drei Glocken aus dem 16. Jahrhundert wurden später umgegossen. Das Hauptaltarbild schuf 1784 der Znaimer Maler Adalbert Rada.
- Das Pfarrhaus wurde in der 1. Hälfte des 18. Jahrhunderts als barocke Sommerresidenz der Strahover Äbte errichtet
- Barocker Speicher, erbaut im 18. Jahrhundert
- Statue des Johannes von Nepomuk auf dem Ring, geschaffen 1738
- Gedenktafeln für Emanuel Krescenc Liška und Růžena Svobodová am Gemeindeamt
- Naturdenkmal Mikulovické jezero; im Jahre 2007 wurde am Rande des Sees ein sieben Meter hoher hölzerner Altan errichtet. Von der in drei Meter Höhe befindlichen Aussichtsplattform besteht die Möglichkeit zur Beobachtung der Wasservögel auf dem See.

## Söhne und Töchter des Ortes
- Emanuel Krescenc Liška (1852–1903), Maler und Illustrator
- Růžena Svobodová (1868–1920), Schriftstellerin
- František Vácslav Peřinka (1878–1949), Archivar und Historiker, geboren in Koráb